# 투 라이브즈
투 라이브즈(Zwei Leben, Two Lives)는 노르웨이에서 제작된 게오르그 마스 감독의 2012년 드라마, 스릴러 영화이다. 율리안느 콜러 등이 주연으로 출연하였다.

## 출연

### 주연
- 율리안느 콜러
- 리브 울만
- 스벤 노딘
- 켄 듀켄

### 조연
- 줄리아 바체-위이그
- 라이너 복
- 데니스 스토헤이